# Aimée de Coigny
Pour les autres membres de la famille, voir Famille de Franquetot.
Anne-Françoise-Aimée de Franquetot de Coigny, duchesse de Fleury puis comtesse de Montrond, née le 12 octobre 1769 à Paris (paroisse saint Roch) et morte le 17 janvier 1820 à Paris, est une femme du monde et salonnière française.
Muse d’André Chénier qui l’immortalisa sous le nom de La Jeune Captive, elle laisse un remarquable journal.

## Biographie

### La jeune orpheline
Fille de Gabriel-Augustin de Franquetot de Coigny (né le 23 août 1740) et de Anne-Josèphe-Michel de Roissy, Aimée de Franquetot de Coigny perd sa mère à 6 ans et est élevée avec soin par la princesse de Rohan-Guéménée (qui est bientôt nommée gouvernante des enfants royaux avant d'être disgraciée à la suite de la formidable banqueroute de son mari).
Elle a de remarquables dispositions pour les langues et les études : la qualité de sa réflexion dans les écrits qu’elle a laissés, l’attachement que lui témoigne l’exigeant prince de Talleyrand, permettent d’assurer que, pour une femme de son époque, elle a une remarquable culture historique, politique et diplomatique.
Suivant les usages de son milieu et de son époque, elle est à peine âgée de quinze ans quand on la marie le 5 décembre 1784 au marquis de Fleury, à peine plus âgé. Cette union brillante lui permet d'être admise aux « honneurs de la Cour ».. 
Pétillante d’esprit et de charme, elle se fait remarquer par sa beauté et son esprit dans la société des salons et celle, un brin futile, de la cour de Versailles où elle est présentée. Cultivée et rayonnante elle a été surnommée la "Reine de Paris" par la reine Marie-Antoinette. 
Dévoré par la passion du jeu et fortement endetté, le duc dilapide la fortune de son épouse qui demande la séparation de biens en 1792.
Les hommes, paraît-il, ne résistent pas à son charme. Elle a ainsi des aventures extra-conjugales, ce qui n'est plus chose rare à la Cour de France, à une époque que l'on pourrait qualifier de libertine et dont Choderlos de Laclos a révélé certains aspects dans les Liaisons dangereuses.

### La Révolution
Émigrée à Naples où elle passe l’hiver 1791-92 à la cour de la reine Marie-Caroline, sœur de la reine de France Marie-Antoinette, elle y rencontre la peintre Élisabeth Vigée Le Brun mais surtout le diplomate anglais James Harris de Malmesbury dont — selon sa cousine, la marquise Louise Marthe de Coigny — elle aurait eu un enfant qui mourut peu après sa naissance.
Revenue à Paris, la duchesse de Fleury obtient une séparation légale d’avec son mari, très impliqué dans les complots contre-révolutionnaires et émigré.
À nouveau inquiétée après la journée du 10 août 1792, elle embarque pour l’Angleterre avec le comte Casimir de Montrond, un ami de son mari ; il en sera de même pour Talleyrand, le 10 septembre ; ce dernier deviendra leur ami commun.
Redoutant le séquestre qui menace ses biens, elle repasse la frontière au moment du procès de Louis XVI, accompagnée de Montrond, devenu son amant. Pour éviter de tomber sous le coup de la loi sur les parents d’émigrés, elle fait enregistrer son divorce d’avec le duc de Fleury le 7 mai 1793 et reprend son nom de Coigny. À la veille de la loi des suspects, elle entraîne Montrond à Mareuil-en-Brie, où ils vivent quelques mois avant d’être arrêtés.

### La jeune captive
Incarcérés à la prison Saint-Lazare, ils apprennent que leurs noms ont été placés sur une liste de proscription, avec le risque d’avoir à répondre d’une accusation (fallacieuse) de conspiration dans les prisons, ce qui est la mort assurée. Grâce à un indicateur de prison, le citoyen Jobert et moyennant la somme de cent louis, ils obtiennent que leurs noms soient enlevés de cette liste.
À Saint-Lazare, la jeune femme est distinguée par André Chénier, son compagnon de cellule, qui la célèbre dans son ode La Jeune Captive, un très touchant hymne à la vie. Chénier est exécuté le 25 juillet 1794, Aimée et Casimir de Montrond sont sauvés par la chute de Robespierre, le 28 juillet.

### La Merveilleuse
Elle reprend sa place dans la société et fréquente les salons du Directoire. On la voit chez Julie Talma et Sophie de Condorcet, chez Laure Guesnon de Bonneuil, épouse de Regnaud de Saint-Jean d’Angély et Nathalie de Laborde, épouse du duc de Mouchy. Elle se lie particulièrement avec le nouveau ministre des Relations extérieures, Talleyrand. Elle divorce, en 1802, d’avec Montrond qu'elle avait épousé, et entame une liaison avec Maillia-Garat.

### L'Empire
Elle est caustique et assez critique avec la nouvelle société des enrichis napoléoniens. Pour le plaisir d’un bon mot, rien ni personne ne semble pouvoir l’arrêter. Quand Napoléon lui demande en public : « Madame de Coigny, aimez-vous toujours autant les hommes ? », elle répond : « Oui, sire, surtout lorsqu’ils sont bien élevés ».
À l’instar de la baronne de Staël, de la comtesse de Damas ou de la marquise de Champcenetz, elle conspire contre l’empereur, sa bête noire. Jusqu’à la disgrâce de Talleyrand, elle semble ne rien redouter mais, dès la rupture de la paix d'Amiens, son nom apparaît sur des listes de dames menacées d’être exilées à des kilomètres de Paris.
Devenue très proche des milieux royalistes — dont elle ne s’est jamais véritablement éloignée — elle se lie avec Bruno de Boisgelin qui, avec Talleyrand, prépare en sous-main le retour des Bourbons.

### La Restauration
Sous la Restauration, elle renoue avec l’usage des salons et reçoit, place Beauvau, une société d’hommes politiques, d’intellectuels et d’artistes. Le baron de Vitrolles parle d’elle avec éloges dans ses Mémoires.
Elle meurt à cinquante ans, le 17 janvier 1820 dans l’hôtel de sa parente la marquise de Coigny, une ancienne libertine devenue bigote[réf. souhaitée], laissant à la postérité un remarquable journal, qui ne manque ni de piquant, ni d’observations justes et pertinentes sur les événements de son temps.
Elle repose au cimetière du Père-Lachaise (10e division), à proximité de son oncle le duc François Henri de Franquetot de Coigny, (1737-1816), ancien gouverneur des Invalides, lieutenant-général des armées du roi, chevalier de l'ordre royal et militaire de Saint-Louis, qui fit partie de la coterie de Marie-Antoinette à Versailles, d'Antoinette Bouret (1740-1813), veuve de l'officier général Jean Pierre Philippe de Franquetot de Coigny, et d'Augustin Gabriel de Franquetot de Coigny, décédé en 1817, lieutenant général, commandeur des ordres du roi.

## Œuvre
- Journal d'Aimée de Coigny, la jeune captive, présenté par André-Marc Grangé, Paris, Librairie académique Perrin, 1981.

## Citations
- Danton était la vie même, faisait exhumer le cadavre de sa femme pour la serrer encore dans ses bras.
- L’État, c’est la providence des gens sans état.
- Louis XVI aima une femme un peu trop, et malheureusement la sienne.
- M. de Robespierre aimait peut-être le peuple, l’humanité, etc. mais guère les hommes et pas du tout les femmes.
- M. de Talleyrand n’est devenu si riche que pour avoir toujours vendu ceux qui l’achetaient.
- Nos généraux vaincus ne se tuent pas, ils écrivent.
- Tous les Français aiment la France, c’est vrai, mais jamais la même.